# Gaël Kakuta
Gaël Kakuta, född 21 juni 1991, är en fransk-kongolesisk fotbollsspelare som spelar för Lens. Han har spelat för Frankrikes U16, U17, U18, U19 och U20-landslag, där han gjort 15 mål på 45 matcher.

## Karriär
Kakuta blev den 31 augusti 2011 utlånad till Bolton Wanderers till den 1 januari 2012. 
Den 9 juli 2020 lånades Kakuta ut av Amiens till Lens på ett låneavtal över säsongen 2020/2021. Den 26 maj 2021 utnyttjade Lens en köpoption i låneavtalet och värvade Kakuta som skrev på ett tvåårskontrakt med klubben.

## Meriter

### Landslaget
- Frankrike
  - U19-Europamästerskapet i fotboll för herrar: 2010

### Individuella
- U19-Europamästerskapet i fotboll för herrar Golden Player: 2010[3]